# SUPER MONDAY IN THE 207 BLOODS
『SUPER MONDAY IN THE 207 BLOODS』は、HOUND DOGによるライブ・ビデオ。

## 解説
人口5万人以上の街なら行ける所は全て行くと決めて1986年12月～1988年3月にかけ、全国で207公演を行ったコンサート・ツアー"Bloods Live Tour"から、1988年3月28日、東京ドームにて行われたファイナル・ステージを収録。アルバム『BE QUIET』からは「SEPTEMBER RAIN」を除く9曲が収録され、新曲として「AMBITIOUS」が初披露された。

## 収録曲
「AMBITIOUS」以外、全曲アルバム『BE QUIET』収録
1. STAY
2. ROLLING
3. SCRAP DREAM
4. 無理を承知で・・・
5. TOKYO
6. BLACKBOAD JUNGLE
7. HOW MANY NIGHT
8. DON'T CRY
9. AMBITIOUS
  - GOLD収録
10. ROAD

## ミュージシャン
- 大友康平：リードボーカル
- 八島順一：ギター
- 西山毅：ギター
- 蓑輪単志：キーボード
- 鮫島秀樹：ベース
- 橋本章司：ドラム